# گئورگی نیکولوف
گئورگی نیکولوف (بلغاری: Γеорги Димитров Николов؛ زادهٔ ۱۱ ژوئن ۱۹۳۷) بازیکن فوتبال اهل بلغارستان بود.
از باشگاه‌هایی که در آن بازی کرده‌است می‌توان به باشگاه فوتبال زسکا صوفیه اشاره کرد.
وی همچنین در تیم ملی فوتبال بلغارستان بازی کرده‌است.